# Annulusmagnus
Annulusmagnus — рід грибів родини Annulatascaceae. Назва вперше опублікована 2004 року.

## Класифікація
До роду Annulusmagnus відносять 1 вид:
- Annulusmagnus triseptatus